# Tuberculobasis cardinalis
Tuberculobasis cardinalis là một loài chuồn chuồn kim trong họ Coenagrionidae.
Tuberculobasis cardinalis được miêu tả khoa học năm 1946 bởi Fraser.